# Reece McAlear
Reece McAlear, né le 12 février 2002 à Glasgow, est un footballeur écossais qui évolue au poste de milieu de terrain au St Johnstone FC.

## Biographie

### Carrière en club
Formé au Motherwell FC en Écosse, McAlear rejoint Norwich City à l'été 2019.
Il y fait ses débuts le 28 novembre 2020 entrant en jeu lors d'un match de Championship contre Coventry City.

### Carrière en sélection
International écossais dès les moins de 16 ans, il compte 5 sélections et un but — marqué lors d'une victoire 2-1 contre la Hongrie — avec les moins de 17 ans.

## Palmarès
| Norwich City - Championnat d'Angleterre D2 (1) : - Champion : 2020-21. |